# Magnes (filho de Argos)
Magnes, na mitologia grega, foi o herói epônimo da Magnésia, na Tessália. Ele era filho de Argos, filho de Frixo e sua mãe era Perimele, filha de Admeto.
Seu filho Himeneu era muito belo, por quem Apolo se apaixonou; como Apolo passava o tempo todo na casa de Magnes, Hermes se aproveitou para roubar seu gado.